# Conde de Odemira

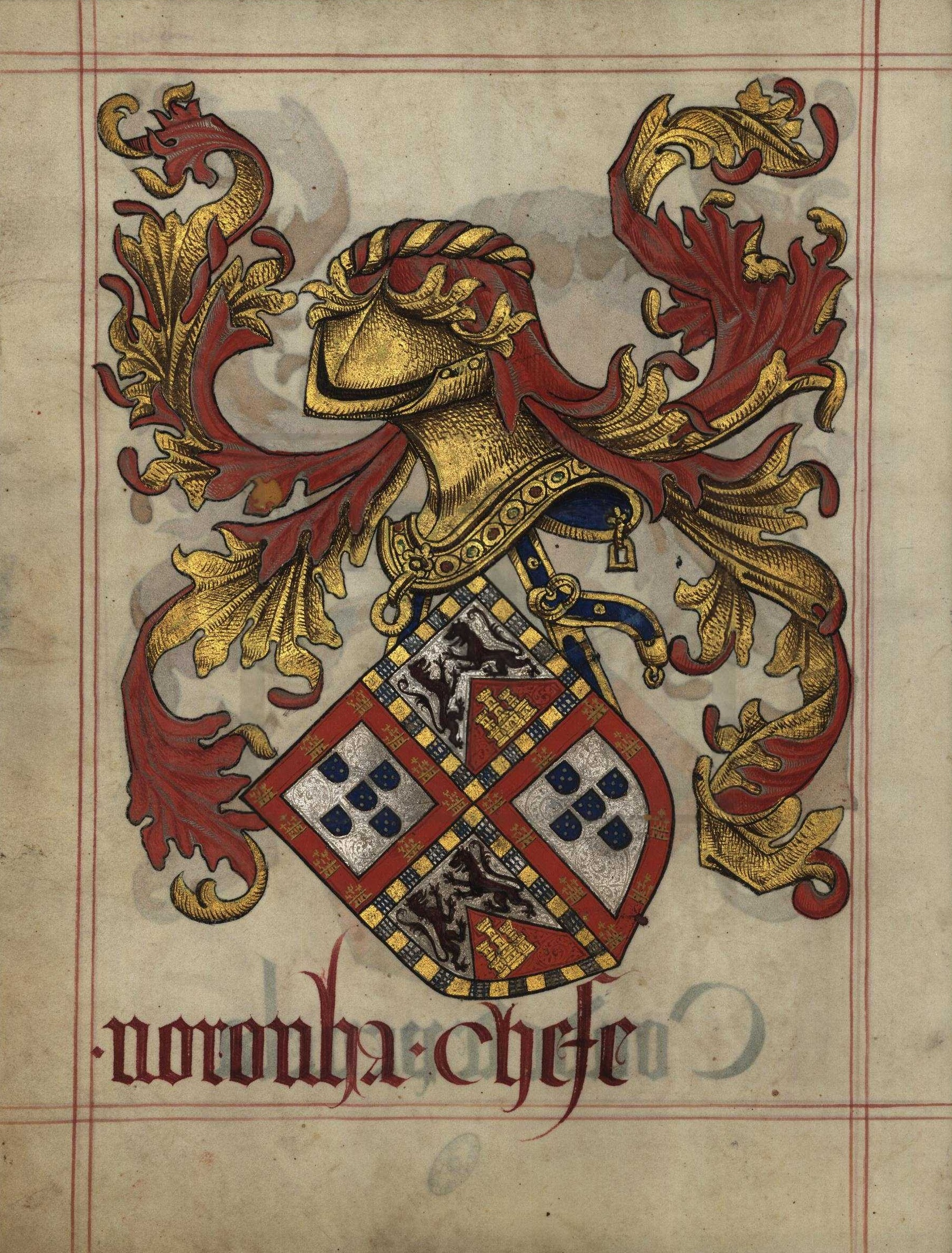
Armas de Noronha chefe, in Livro do Armeiro-Mor (1509) (fl 47^{v}). Armas de D. Sancho de Noronha, 1º Conde de Odemira

O título de Conde de Odemira foi um título nobiliárquico de Portugal. Foi atribuído a D. Sancho de Noronha por decreto de D. Afonso V de Portugal datado de 9 de Outubro de 1446. 
Sancho de Noronha era o terceiro filho de Afonso Henriques, conde de Gijón e Noronha, filho natural de  Henrique II de Castela, e de sua mulher, a Infanta Isabel de Portugal, filha natural de D. Fernando I de Portugal e prima de D. Duarte (1433-1438). O primeiro conde de Odemira era irmão do 2.º conde de Vila Real. Foi Governador de Ceuta de 1451 a 1460.  
Anselmo Braamcamp Freire na sua obra Brasões da Sala de Sintra dedica o primeiro capítulo da obra aos Noronha, e inclui ainda um resumo biográfico do primeiro conde de Odemira, assim como do 3.º, no apêndice da mesma obra.

## Condes de Odemira (1446)

### Titulares
1. Sancho de Noronha, 1.º conde de Odemira (c.1390-?)
2. Maria de Noronha, 2.ª condessa de Odemira, filha do anterior, casada com D. Afonso, 1.º Conde de Faro, 2.º conde de Odemira jure uxoris
3. Sancho de Noronha, 3.º conde de Odemira (c.1470-1520), filho dos anteriores
4. Sancho de Noronha, 4.º conde de Odemira (c.1515-1573), neto do anterior
5. Afonso de Noronha, 5.º conde de Odemira (c.1535-1578), filho do anterior, morreu na batalha de Alcácer Quibir
6. Sancho de Noronha, 6.º conde de Odemira (1579-1641)
7. Francisco de Faro, 7.º conde de Odemira (c.1575-1661), um primo distante de um ramo colateral
8. Maria de Faro, 8.ª condessa de Odemira (c.1610-1664), casada com D. Nuno Álvares Pereira de Melo, 1.º Duque de Cadaval
9. Joana de Faro (1661-1669), última condessa de Odemira e condessa de Tentúgal (na qualidade de herdeira do ducado de Cadaval).

### Armas
As armas de D. Sancho de Noronha, 1.º conde de Odemira, eram as do seu irmão o 2.º conde de Vila Real: esquartelado: o I e IV de prata, com cinco escudetes de azul em cruz, cada um carregado com cinco besantes do campo, bordadura de vermelho carregada de sete castelos de ouro (Portugal); o II e III de vermelho, com um castelo de ouro (Castela), o campo mantelado de prata, com dois leãoes batalhantes de púrpura, linguados de vermelho (Leão), bordadura de escaques de ouro e de veirado de vermelho e prata, de vinte peças. Timbre: Leão sainte de púrpura, armado de vermelho.
Estas armas encontram-se no Livro do Armeiro-Mor (fl 47v), no Livro da Nobreza e Perfeiçam das Armas (fl 9r), no Thesouro de Nobreza (fl 26r, dos condes de Vila Verde e dos condes de Linhares), etc. Encontram-se tambem na Sala de Sintra.
Os seus sucessores com varonia Bragança, a partir do terceiro conde, usaram: de prata, com uma aspa de vermelho carregada com cinco escudetes das armas do reino, diferençadas por um filete de negro em banda (Noronhas do Conde de Odemira).

### Condados do século XV
- Conde de Vila Real (1424)
- Conde de Marialva (1440)
- Conde de Atouguia (1448)
- Conde de Monsanto (1460)
- Conde de Valença (1464)
- Conde de Abrantes (1476)
- Conde de Caminha (1476)
- Conde de Olivença (1476)
- Conde de Cantanhede (1479)
- Conde da Feira (1481)
- Conde de Alcoutim (1496)
- Conde de Portalegre (1498)